# Stebonheath Park
Stebonheath Park (in gallese Parc Stebonheath) è un impianto calcistico di Llanelli, città del Regno Unito facente parte della contea gallese del Carmarthenshire.
Di proprietà comunale, è la sede delle gare interne del Llanelli Town, club militante in Welsh Premier League.

## Storia
Stebonheath Park è stato utilizzato come campo per le partite di calcio sin dal 1920, l'impianto è diventato di proprietà del Llanelli Town Council a partire dal 1977.